# El Chihab
L’El Chihab est une corvette de la marine algérienne de la classe Djebel Chenoua.
Ses sister-ships sont le Djebel Chenoua (351) et l’El Kirch (353).